# Kovácsvágás
Kovácsvágás este un sat în districtul Sátoraljaújhely, județul Borsod-Abaúj-Zemplén, Ungaria, având o populație de 677 de locuitori (2011). 

## Demografie
Componența etnică a satului Kovácsvágás
     Maghiari (66,05%)
     Romi (33,95%)
Componența confesională a satului Kovácsvágás
     Reformați (33,53%)
     Romano-catolici (24,08%)
     Greco-catolici (2,22%)
     Fără religie (1,48%)
     Necunoscută (38,26%)
     Atei (0,44%)
     Alte religii (4,28%)
Conform recensământului din 2011, satul Kovácsvágás avea 677 de locuitori. Din punct de vedere etnic, majoritatea locuitorilor (66,05%) erau maghiari, cu o minoritate de romi (33,95%). Nu există o religie majoritară, locuitorii fiind reformați (33,53%), romano-catolici (24,08%), greco-catolici (2,22%) și persoane fără religie (1,48%). Pentru 38,26% din locuitori nu este cunoscută apartenența confesională.